# Regering-Ayrault II
De regering-Ayrault II , Frans: Gouvernement Jean-Marc Ayrault II, was een regering van Frankrijk die het midden hield tussen links en politieke centrum en tussen 21 juni 2012 en 31 maart 2014 in functie was. Hollande was een maand voor het aantreden van deze regering tot president van Frankrijk gekozen en zijn Parti socialiste was er bij de daarop volgende parlementsverkiezingen in geslaagd de meerderheid te behouden. Jean-Marc Ayrault bleef de premier. Veel leden van de regering kwamen uit de Parti socialiste.
Ayrault bood twee jaar later op 31 maart 2014 het ontslag van zijn regering aan president Hollande aan. Deze accepteerde het ontslag. Dit besluit volgde op een slechte uitslag voor de Parti socialiste bij de gemeenteraadsverkiezingen van 2014. De regering daarna werd de regering-Valls I, Hollande bleef de president.

## Samenstelling
De regering-Ayrault II bestond uit de minister-president, de Premier ministre, twintig ministers met portefeuille, Ministre en 16 ministers-gedelegeerde Ministre délégué. Eén minister en twee ministers-gedelegeerde werden tussentijds vervangen of zijn van post veranderd. Er waren in de regering-Ayrault II geen ministers van Staat, Ministres d'État.
| Ambtsbekleder            | Ambtsbekleder          | Ambtsbekleder                | Ministerie                                 | Ambtstermijn | Ambtstermijn     | Partij  |
| ------------------------ | ---------------------- | ---------------------------- | ------------------------------------------ | ------------ | ---------------- | ------- |
|                          | Jean-Marc Ayrault      | Jean-Marc Ayrault 1950       | Premier                                    | 15 mei 2012  | 31 maart 2014    | PS      |
|                          | Manuel Valls           | Manuel Valls 1962            | Binnenlandse Zaken                         | 15 mei 2012  | 31 maart 2014    | PS      |
|                          | Laurent Fabius         | Laurent Fabius 1946          | Buitenlandse Zaken                         | 15 mei 2012  | 11 februari 2016 | PS      |
|                          | Pierre Moscovici       | Pierre Moscovici 1957        | Financiën                                  | 15 mei 2012  | 31 maart 2014    | PS      |
| Economische Zaken        | Pierre Moscovici       | Pierre Moscovici 1957        |                                            | 15 mei 2012  | 31 maart 2014    | PS      |
|                          | Jean-Yves Le Drian     | Jean-Yves Le Drian 1947      | Defensie                                   | 15 mei 2012  | 14 mei 2017      | PS      |
|                          | Christiane Taubira     | Christiane Taubira 1952      | Justitie                                   | 15 mei 2012  | 26 januari 2016  | Walwari |
|                          | Marisol Touraine       | Marisol Touraine 1959        | Volksgezondheid                            | 15 mei 2012  | 14 mei 2017      | PS      |
| Sociale Zaken            | Marisol Touraine       | Marisol Touraine 1959        |                                            | 15 mei 2012  | 14 mei 2017      | PS      |
|                          |                        | Michel Sapin 1952            | Arbeid en Werkgelegenheid                  | 15 mei 2012  | 31 maart 2014    | PS      |
|                          |                        | Vincent Peillon 1960         | Onderwijs                                  | 15 mei 2012  | 31 maart 2014    | PS      |
|                          |                        | Geneviève Fioraso 1954       | Hoger Onderwijs en Wetenschap              | 15 mei 2012  | 31 maart 2014    | PS      |
|                          | Cécile Duflot          | Cécile Duflot 1975           | Huisvesting                                | 15 mei 2012  | 31 maart 2014    | EELV    |
| Ruimtelijke Ordening     | Cécile Duflot          | Cécile Duflot 1975           |                                            | 15 mei 2012  | 31 maart 2014    | EELV    |
|                          | Stéphane Le Foll       | Stéphane Le Foll 1960        | Landbouw                                   | 15 mei 2012  | 14 mei 2017      | PS      |
|                          | Delphine Batho         | Delphine Batho 1973          | Ecologie, Duurzame Ontwikkeling en Energie | 20 juni 2012 | 1 juli 2013      | PS      |
|                          | Philippe Martin        | Philippe Martin 1953         | Ecologie, Duurzame Ontwikkeling en Energie | 1 juli 2013  | 31 maart 2014    | PS      |
|                          | Marylise Lebranchu     | Marylise Lebranchu 1947      | Publieke Diensten                          | 15 mei 2012  | 11 februari 2016 | PS      |
| Bestuurlijke Vernieuwing | Marylise Lebranchu     | Marylise Lebranchu 1947      |                                            | 15 mei 2012  | 11 februari 2016 | PS      |
|                          | Nicole Bricq           | Nicole Bricq 1947            | Buitenlandse Handel                        | 20 juni 2012 | 31 maart 2014    | PS      |
|                          | Aurélie Filippetti     | Aurélie Filippetti 1973      | Cultuur en Communicatie                    | 15 mei 2012  | 25 augustus 2014 | PS      |
|                          | Victorin Lurel         | Victorin Lurel 1951          | Overzeese Gebiedsdelen                     | 15 mei 2012  | 31 maart 2014    | PS      |
|                          | Valérie Fourneyron     | Valérie Fourneyron 1959      | Jeugd en Sport                             | 15 mei 2012  | 31 maart 2014    | PS      |
|                          | Arnaud Montebourg      | Arnaud Montebourg 1962       | Industriële Zaken                          | 15 mei 2012  | 25 augustus 2014 | PS      |
|                          | Sylvia Pinel           | Sylvia Pinel 1977            | Midden- en Kleinbedrijf                    | 20 juni 2012 | 31 maart 2014    | PRG     |
| Beroepsopleiding         | Sylvia Pinel           | Sylvia Pinel 1977            |                                            | 20 juni 2012 | 31 maart 2014    | PRG     |
| Toerisme                 | Sylvia Pinel           | Sylvia Pinel 1977            |                                            | 20 juni 2012 | 31 maart 2014    | PRG     |
|                          | Najat Vallaud-Belkacem | Najat Vallaud- Belkacem 1977 | Emancipatie en Gelijkheid                  | 15 mei 2012  | 25 augustus 2014 | PS      |

| Viceministers    | Viceministers     | Viceministers          | Portefeuille(s)  | Leidinggevend Minister          | Ambtstermijn  | Ambtstermijn  | Partij(en) |
| ---------------- | ----------------- | ---------------------- | ---------------- | ------------------------------- | ------------- | ------------- | ---------- |
|                  | Jérôme Cahuzac    | Jérôme Cahuzac 1952    | Begrotingszaken  | Minister van Financiën          | 15 mei 2012   | 20 maart 2013 | PS         |
|                  | Bernard Cazeneuve | Bernard Cazeneuve 1963 | Begrotingszaken  | Minister van Financiën          | 20 maart 2013 | 31 maart 2014 | PS         |
|                  | Benoît Hamon      | Benoît Hamon 1967      | Consumentenzaken | Minister van Financiën          | 15 mei 2012   | 31 maart 2014 | PS         |
| Sociale Economie | Benoît Hamon      | Benoît Hamon 1967      |                  | Minister van Financiën          | 15 mei 2012   | 31 maart 2014 | PS         |
|                  | Bernard Cazeneuve | Bernard Cazeneuve 1963 | Europese Zaken   | Minister van Buitenlandse Zaken | 15 mei 2012   | 20 maart 2013 | PS         |
|                  | Thierry Repentin  | Thierry Repentin 1963  | Europese Zaken   | Minister van Buitenlandse Zaken | 20 maart 2013 | 31 maart 2014 | PS         |
|                  | Yamina Benguigui  | Yamina Benguigui 1955  | Franse taal      | Minister van Buitenlandse Zaken | 15 mei 2012   | 31 maart 2014 | DVG        |

### Ministers-gedelegeerde
De volgende bewindvoerders waren minister-gedelegeerde.
| Ambtsbekleder | Ambtsbekleder  | Onderwerp              | Partij                                                     |     |
| ------------- | -------------- | ---------------------- | ---------------------------------------------------------- | --- |
|               | Alain Vidalies | Alain Vidalies         | Parlementaire Betrekkingen                                 | PS  |
|               |                | Pascal Canfin          | Ontwikkelingssamenwerking                                  | PS  |
|               |                | Hélène Conway-Mouret   | Franse onderdanen in het buitenland                        | PS  |
|               |                | George Pau-Langevin    | Onderwijsresultaten                                        | PS  |
|               |                | Michèle Delaunay       | Ouderen en Verpleging                                      | PS  |
|               |                | Dominique Bertinotti   | Familiezaken                                               | PS  |
|               |                | Marie-Arlette Carlotti | Gehandicapten en de Strijd tegen Uitsluiting               | PS  |
|               |                | Fleur Pellerin         | Midden-en Kleinbedrijf, Innovatie en Digitale Ontwikkeling | PS  |
|               |                | Frédéric Cuvillier     | Transport, Marine en Visserij                              | PS  |
|               |                | Kader Arif             | Veteranenzaken                                             | PS  |
|               |                | Guillaume Garot        | Voedsel                                                    | PS  |
|               |                | Anne-Marie Escoffier   | Decentralisatie                                            | PRG |